# Nitruro di zirconio
Il nitruro di zirconio (ZrN) è un composto inorganico dello zirconio e dell'azoto.

## Proprietà
Il nitruro di zirconio accresciuto mediante deposizione fisica da vapore (PVD) ha un colore oro chiaro simile all'oro elementare. Possiede una resistività elettrica a temperatura ambiente di 12,0 µΩ·cm, un coefficiente di temperatura di resistività di {\displaystyle 5,6\cdot 10^{-8}\mathrm {\Omega \cdot cm/K} }, una temperatura di transizione superconduttiva di 10,4 K e un parametro reticolare rilassato di 0,4575 nm. La durezza del nitruro di zirconio a cristallo singolo è {\displaystyle 22,7\pm 1,7\,\mathrm {GPa} } e il modulo di elasticità è 450 GPa.
Il cristallo ha sistema ottaedrico con costante di reticolo pari a 4,5675 Å; il suo gruppo spaziale è Fm3m, (gruppo n° 225) e possiede simbolo di Pearson cF8

## Usi

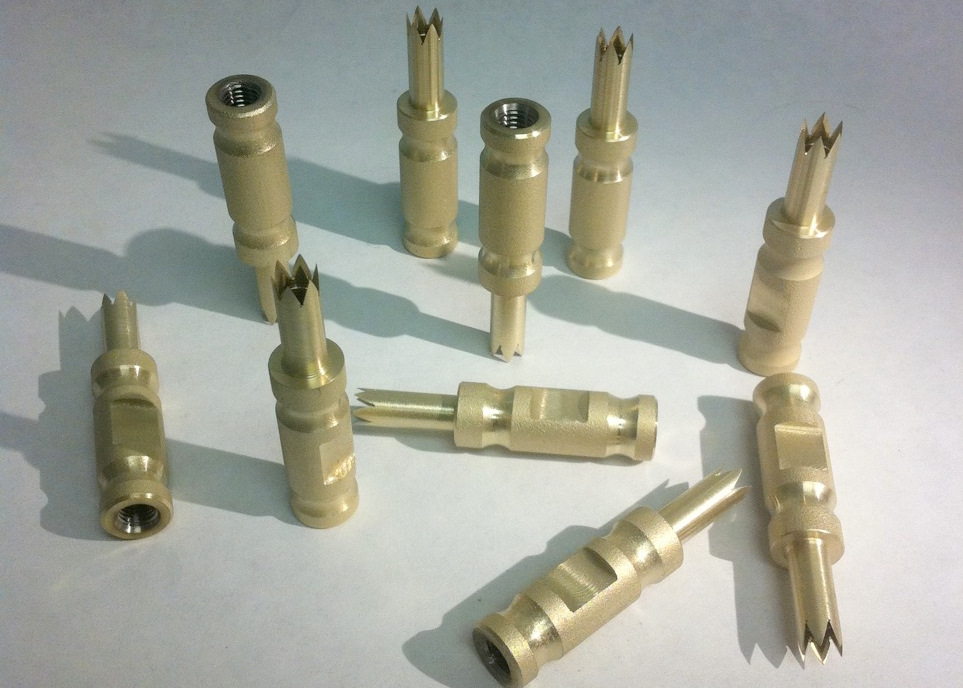
Frese rivestite in nitruro di zirconio.

Il nitruro di zirconio è un materiale ceramico duro simile al nitruro di titanio ed è un materiale refrattario simile al cemento. Quindi è usato in refrattari, cermet e crogioli da laboratorio. Se applicato utilizzando il processo di rivestimento per deposizione fisica da vapore, è comunemente usato per rivestire dispositivi medici, parti di utensili industriali (in particolare punte da trapano), componenti automobilistici e aerospaziali e altre parti soggette a elevata usura e ambienti corrosivi. Quando è legato con alluminio, la struttura elettronica si sviluppa dalla simmetria del legame ottaedrico locale del nitruro di zirconio cubico che distorce per aumentare il contenuto di alluminio in un legame più complesso e una maggiore durezza.
Il nitruro di zirconio è stato suggerito come rivestimento del serbatoio del carburante perossido di idrogeno per razzi e aerei